# حکمت میرزایوف
حکمت میرزایوف (ترکی آذربایجانی: Hikmət İzzət oğlu Mirzəyev؛ زادهٔ) افسر و سپهبد نیروهای مسلح جمهوری آذربایجان است، که فرماندهی نیروهای ویژه این کشور را بر عهده دارد. وی از فرماندهان حاضر در درگیری ارمنستان و جمهوری آذربایجان (۲۰۱۶) و درگیری ناگورنو قره‌باغ (۲۰۲۰)، و همچنین پیروز نبرد شوشی در سال ۲۰۲۰ است. پس از اتمام درگیری‌های سال ۲۰۲۰ قره‌باغ، نشان قهرمان جنگ میهنی را دریافت نمود.

## زندگی‌نامه
حکمت میرزایوف شهرستان بیله‌سوار جمهوری شوروی سوسیالیستی آذربایجان سابق به دنیا آمد. بر طبق فرمان شماره ۶۶۲ حیدر علی‌اف، رئیس‌جمهور وقت آذربایجان، به تاریخ ۱۹ ژانویه سال ۲۰۰۲، حکمت میرزایوف به سرهنگ دومی ارتقاء درجه یافت.
۱۷ اکتبر ۲۰۲۰، الهام علی‌اف، رئیس‌جمهور آذربایجان طی حکمی وی را به درجه سپهبدی ارتقاء داد.
در ۲۹ آوریل ۲۰۱۵، سرلشکر حکمت میرزایوف، فرمانده نیروهای ویژه، در مراسم اهدای پرچم‌های جنگی به واحدهای نظامی تازه ایجاد شده نیروهای ویژه آذربایجان شرکت کرد.
وی فرماندهی نیروهای ویژه آذربایجان در جریان درگیری ارمنستان و جمهوری آذربایجان در سال ۲۰۱۶ معروف به درگیری‌های آوریل را عهده‌دار بود. میرزایوف در حال حاضر هم مسئول نیروی یادشده می‌باشد.
۴ اکتبر سال ۲۰۲۰، الهام علی‌اف، رئیس‌جمهوری و فرمانده کل قوای جمهوری آذربایجان، طی تماس تلفنی، حکمت میرزایوف، مآایس برخوداروف و همچنین پرسنل نظامی تحت امر آن‌ها را به مناسبت آزادسازی شهر جبرئیل و ۹ روستای شهرستان جبرئیل تبریگ گفت. ۸ نوامبر الهام علی‌اف، آزادسازی شهر شوشی را به حکمت میرزایوف تبریک عرض نمود.
در ۱۰ دسامبر سال ۲۰۲۰، نیروهای ویژه آذربایجان، تحت فرماندهی حکمت میرزایوف در رژه پیروزی آذربایجان رژه رفتند.

## نشان‌ها و جوایز
- بنابر فرمان شماره ۸۸۷ حیدر علی‌اف، رئیس‌جمهور وقت آذربایجان، به مورخه ۲۴ ژوئن سال ۲۰۰۳، به حکمت میرزایوف در پاس حماسه‌آفرینی و خدمات شایسته در حفاظت از استقلال و تمامیت ارضی جمهوری آذربایجان و نیز برتری در انجام وظایف خود و وظایف محول شده به واحد نظامی تحت امرش نشان برای قهرمانی اعطاء گردید."[۱۳]
- ۲۴ ژوئن سال ۲۰۱۵، حکمت میرزایوف نشان برای خدمت به میهن را اخذ نمود.[۱۴][۱۵]
- ۱۷ اکتبر سال ۲۰۲۰، الهام علی‌اف، رئیس‌جمهور و فرمانده کل قوای آذربایجان، با اهدای درجه نظامی سپهبد، بالاترین درجه نظامی این کشور، از حکمت میرزایوف تقدیر به عمل آورد.[۱۶][۱۷]
- ۹ دسامبر سال ۲۰۲۰، حکمت میرزایوف نشان قهرمان جنگ میهنی را از دست الهام علی‌اف دریافت کرد.[۱۸]